# Новинки (Арзамасский район)
Новинки — сельский посёлок в Арзамасском районе Нижегородской области. Входит в состав Кирилловского сельсовета.

## Население
| 2002 | 2010 |
| ---- | ---- |
| 15   | ↘9   |

Национальный состав
Согласно результатам переписи 2002 года, в национальной структуре населения русские составляли 100% из 15 человек.